# Philippe De Coninck
Philippe Petrus Elvire De Coninck (24 februari 1957) is een Belgische politicus voor Open Vld en oud burgemeester van Assenede.

## Biografie
De Coninck volgde secundair wetenschappen aan de Sint-Laurensschool in Zelzate. Daarna studeerde hij geneeskunde aan de Vrije Universiteit Brussel. Na zijn studies werd hij huisarts en hij was ook bedrijfsarts bij ECA en Johnson Controls.
Hij ging in de politiek bij de VLD. In 2000 nam hij deel aan de gemeenteraadsverkiezingen met de kartellijst Samen. Na die verkiezingen werd hij in 2001 burgemeester van Assenede in een coalitie van Samen met sp.a en Groen!. In 2006 trokken de meerderheidspartijen op een kartellijst "Samen Plus" naar de verkiezingen en De Coninck werd herverkozen. Hij bleef uiteindelijk burgemeester tot eind 2024 en verliet toen de actieve politiek. Van 2000 tot 2024 was De Coninck tevens provincieraadslid van Oost-Vlaanderen.
De Coninck woont in deelgemeente Bassevelde.